# 319 Leona
319 Leona là một tiểu hành tinh lớn ở vành đai chính. Nó được Auguste Charlois phát hiện ngày 8 tháng 10 năm 1891 ở Nice, Pháp. Không biết rõ nguồn gốc tên của nó.